# Hov (Tjeldsund)
Pour les articles homonymes, voir Hov.
Hov est une localité du comté de Nordland, en Norvège.

## Géographie
Administrativement, Hov fait partie de la kommune de Tjeldsund.